# Herbert Wilberforce
Herbert William Wrangham Wilberforce (* 8. Februar 1864 in München; † 28. März 1941 in London) war ein britischer Tennisspieler.

## Leben
Wilberforce nahm von 1882 bis 1891 an den Wimbledon Championships teil. Im Einzel erzielte er dort 1886 mit dem Einzug ins Halbfinale sein bestes Resultat. Im Doppel gewann er im Jahr darauf an der Seite von Patrick Bowes-Lyon den Titel. Sie besiegten James Herbert Crispe und E. Barratt-Smith in drei Sätzen mit 7:5, 6:3 und 6:2. Daneben siegte er im Jahre 1882 bei den Sussex Championships und bei den Northern Association Championships sowie 1887 bei den Meisterschaften in Darlington. 1895 erreichte er erneut das Finale des Doppelturniers von Wimbledon, diesmal an der Seite von Ernest Lewis. Die beiden mussten sich allerdings den Brüdern Wilfred und Herbert Baddeley in vier Sätzen geschlagen geben.
Wilberforce war von 1929 bis 1936 Vorsitzender des All England Lawn Tennis and Croquet Club. Er starb 1941 im Alter von 77 Jahren im Londoner Stadtteil Kensington.

## Doppeltitel
| Nr. | Jahr | Turnier                 | Partner       | Finalgegner                   | Endergebnis   |
| 1.  | 1887 | Wimbledon Championships | P. Bowes-Lyon | J. H. Crispe E. Barratt-Smith | 7:5, 6:3, 6:2 |